# Lesliespeaker

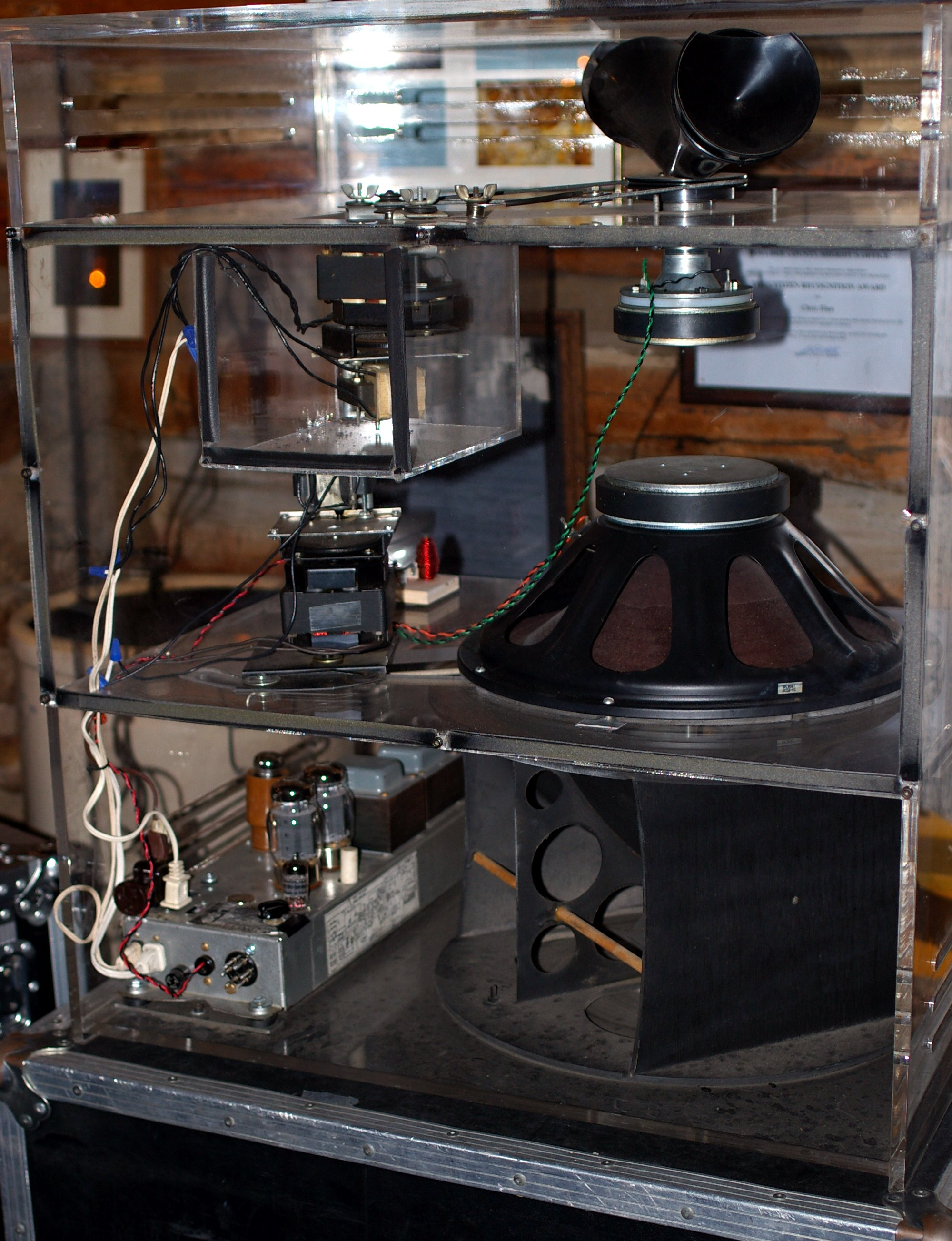
Inkijk in een Lesliespeaker

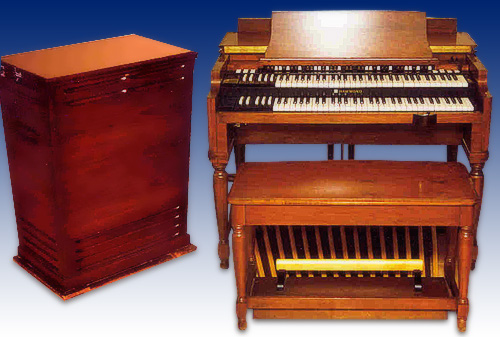
Hammond B3 orgel met een Lesliespeaker (links)

Lesliespeakers, ook wel rotary-speakers, zijn luidsprekers waarin het geluid door een draaiende trommel of een of meer hoorns (rotor) als het ware 'rondgeslingerd' wordt. In een meerwegsysteem zijn de hoge- en lagetonenluidsprekers meestal voorzien van aparte rotors die elk met een eigen snelheid draaien. Voor de hoge en middentonen wordt een hoorn gebruikt, terwijl voor de lage tonen een naar omlaag gerichte basspeaker wordt gebruikt, waarbij in tegengestelde draairichting aan de hoorns, het geluid door een trommel wordt rondgeslingerd. Van de dubbele hoorns die recht tegenover elkaar staan is er één geblokkeerd. De dubbele uitvoering is vanwege de dynamische balans tijdens het draaien. Door het ruimtelijk effect hiervan, het dopplereffect ontstaat een karakteristiek geluid dat wel wat weg heeft van vibrato en tremolo. Het effect kan gevarieerd worden door de rotatiesnelheid aan te passen. Dit gebeurt met een zogenoemde "half-moon" schakelaar. De langzame stand heet "Chorus" en de snelle stand "Tremolo". Lesliespeakers worden vooral gebruikt bij hammondorgels.
Na enkele aanpassingen kan een Lesliespeaker ook gebruikt worden als microfoon, die dan een bijzondere klank geeft. John Lennon van The Beatles nam zo diverse nummers op, waarvan Tomorrow Never Knows van het album Revolver een bekend voorbeeld is.

## Simulaties
Omdat Lesliespeakers grote apparaten zijn werd eind jaren 1960 al gepoogd het rotary-effect elektronisch te simuleren. Dit resulteerde in het Uni-vibe-pedaal. Het effect van dit pedaal heeft in de verte wel iets weg van een rotaryspeaker, maar wordt tegenwoordig vooral als een op zichzelf staand effect gezien. Ook verschenen er in de jaren 1990 rack units waarin een miniatuur rotaryspeaker en een aantal microfoons zaten. Met de komst van de digitale modeling techniek werd het aanzienlijk makkelijker om een realistisch klinkend rotary-effect te creëren. Er zijn diverse rotary-pedalen voor zowel gitaar als toetsen op de markt en vrijwel ieder digitaal multi-effectpedaal heeft wel een rotary-effect aan boord.